# Fez
Fez (em árabe: فـاس; romaniz.: Fās; em berbere: ⴼⴰⵙ; em francês: Fès) é uma cidade do centro-norte de Marrocos. É a capital da prefeitura homónima e da região de Fez-Mequinez. Com 89 km² de área e 1 267 000 habitantes na região metropolitana (densidade: 14 236 hab./km²) em 2022, é a terceira maior cidade do país, após Rabat e Casablanca.
Foi fundada em 789 por Mulei Idris, tendo sido a capital de Marrocos em várias ocasiões. É onde está localizada a Universidade al Quaraouiyine, alegadamente mais antiga universidade do mundo ainda em funcionamento, criada em 859. A sua importância no passado coloca-a a par de outras grandes capitais da civilização islâmica como Tunes, Damasco, Bagdade, Córdova, Jerusalém ou Isfahan. Juntamente com Rabat, Mequinez e Marraquexe, Fez é uma das chamadas cidades imperiais de Marrocos.
Situa-se 180 km a leste de Rabat e da costa atlântica, entre as cordilheiras do Rife (a norte) e do Médio Atlas (a sul). A cidade tem três partes principais e distintas: Fes el Bali (Fez-a-Velha), Fez Aljadide (Fez-a-Nova) ou Ville Nouvelle (cidade nova) e o Méchouar. A primeira é a almedina, classificada como Património Mundial pela UNESCO desde 1981; a segunda foi projetada e construída pelos franceses durante o período colonial; a terceira é constituída pelo complexo do palácio real. Em termos administrativos, a cidade ocupa dois municípios: o de Fez propriamente dito, dividido em seis arrondissements ("bairros") e o de Méchouar Fès Jdid, onde se encontra o palácio real.

## Etimologia
A origem do topónimo Fez é incerto; existem várias etimologias, algumas com origem nas lendas populares e outras resultantes de trabalhos de historiadores.
O nome é conhecido desde pelo menos o século X e segundo a etimologia "clássica" de Fez, como é registada pelos autores medievais ibne Abi Zar (ca.  865–925) e Abacar ibne Maomé Razi (m. 1310–1320), o nome de Fez deve-se à descoberta, feita durante as escavações das fundações da cidade em construção, de um picareta ou alvião (em árabe: فأس; romaniz.: Fä's), que deu origem ao nome de Madinat Fäs. Outro relato, de Modafari, descreve a picareta descoberta como muito antiga, de grandes dimensões (quatro palmos de comprimento e um de largura) e pesando 60 libras. Segundo uma lenda popular, Idris I, o fundador da cidade, participou na sua construção. Ele teria ajudado nas escavações das fundações com uma picareta de ouro e de prata, razão pela qual a cidade teria recebido o nome árabe da ferramenta.
Outra hipótese liga a origem do nome a uma metátese. Foram propostas duas versões. A primeira, registada por Ibne Abi Zar na sua obra Rawd al-Qirtas, fala de um velho monge cristão que teria revelado a Idris I a existência no local onde seria construída Fez de uma antiga cidade chamada Saf ou Sef, fundada pelos "Antigos" e desaparecida entre 1000 e 1700 anos antes; a metátese de Saf em Fez explicaria o nome da cidade. A segunda versão, avançada originalmente por Larbi Mezzine, — antigo decano da Faculdade de Letras da  Universidade de Kenitra e especialista em toponímia berbere — sugere uma origem berbere para o nome. Existindo numerosos cursos de água em volta da cidade (Uade Fäs, Uade Zhun, Uade Zitun, etc.), o nome de Fez seria uma metátese de isaffen, o plural de asif (rio ou ribeira em berbere).
Há ainda outra hipótese que também atribui uma origem berbere para o topónimo da cidade, que originalmente estava dividida em dois aglomerados — Fäs ou Madinat Fäs, fundada em 789–790 por Idris I, e Alalia, fundada em 808–809 por Idris II — cada um deles com a sua própria muralha e construídos em lados opostos de uma ribeira, tendo sido unidos, sob o nome de Fez, no interior de uma só muralha, pelos Almorávidas. Madinat Fäs situava-se na margem direita da ribeira, e direita é afäsi em berbere chleuh e afusi em rifenho. O nome de Fäs seria então uma deformação da raiz berbere fäs, que designa a margem direita.

## História

### Fundação
A cidade de "Medina Fez" foi fundada pelo xerife álida (descendente de Ali) Idris I (Mulei Idris) em 789, no local onde hoje se situa o bairro dos andalusinos. Em 808, Raxide ibne Morxide fundou Alalia (al-Aliya) na outra margem do uádi de Fez. Alalia desenvolveu-se rapidamente, tornando-se uma verdadeira cidade, com mesquita e kissariya (mercado coberto).
A existência de nascentes de água nos arredores, conhecidas antes mesmo da fundação da cidade e mencionadas em canções, devem ter sido um fator importante na escolha do local para edificação da cidade. As principais evoluções seguintes de Fez devem-se a duas vagas de imigração. A partir de 817–818, instalam-se na nova capital idríssida cerca de 800 famílias andalusinas, expulsas dos arrabaldes de Córdova pelos Omíadas. Pouco tempo depois foi a vez de 200 famílias banidas de Cairuão pelos Aglábidas se instalarem em Alalia. A mesquita e madraça de al Quaraouiyine foi fundada no século IX pela filha de um dos imigrados de Cairuão, Fátima Alfiri. Esta escola universitária foi um dos centros religiosos e culturais mais importantes da idade de ouro islâmica. A sua influência fez-se sentir até nas escolas do Alandalus e dali para a Europa cristã, onde atrai numerosos sábios e místicos, inclusivamente cristãos, como Gerbert d'Aurillac, que depois seria o papa Silvestre II (ca.  950–1003).
Os imigrantes levaram para Fez conhecimentos técnicos e uma experiência de vida citadina com longas tradições. Sob o seu impulso, Fez tornou-se um centro cultural importante e, após a criação da mesquita universitária de al Quaraouiyine, passou a ser o centro religioso do Magrebe ocidental. A localização da cidade é particularmente favorável para o comércio, pois encontra-se no cruzamento de duas rotas comerciais importantes, numa região onde abundam matérias-primas importantes para diferentes tipos de artesanato, como pedra, madeira e barro. Estes fatores permitiram a criação de uma rica cultura estética a partir da grande tradição artística árabe-andalusina. Por Fez passa a rota das caravanas que ligavam a África subsariana ao Mediterrâneo através da grande cidade comercial de Sijilmassa (desaparecida no século XVII), na região do Tafilete, o que contribuiu para aumentar o interesse económico da cidade.

### Séculos X–XV
Nos séculos X e XI, Fez foi tomada pelos magrauas e foi palco de batalha entre as tribos zenetas magrauas e ifrânidas, que foram sucessivamente aliados do Califado de Córdova e do Califado Fatímida. É durante este período que ocorre um pogrom contra a comunidade judaica que fez 6 000 vítimas e que ficou conhecido como o Massacre de Fez de 1033.
As duas partes da cidade foram unidas em 1069, destruindo a muralha que as separava. Fez perdeu o seu papel de capital com a fundação de Marraquexe e Tremecém pelos Almorávidas, no século XI, mas volta a tê-lo em 1250 com os Merínidas. Com estes governantes, cujo reino é conhecido como Reino de Fez, é fundada a nova cidade el Medinet el-Beida ("a cidade branca") em 1276, que é dotada de muralhas, de palácios e de jardins. Torna-se rapidamente conhecida como Fez Aljadide (Nova Fez), em oposição a Fez Albali (Velha Fez). A população judia que vivia nas imediações do palácio foi obrigada a se retirar. Uma mellah (designação tradicional nas cidades marroquinas para bairros judeus) formou-se então no antigo bairro da guarnição dos arqueiros sírios.
No início do século XIV (apogeu da arte mourisca), a cidade teve um acentuado crescimento. Graças às caravanas que a ligavam ao porto de Badis, no Rife, Fez estava permanentemente ligada ao Reino Nacérida de Granada e ao conjunto do mundo mediterrânico. Em 1471, os Oatácidas tomaram a cidade e passaram a reinar sobre Reino de Fez, que então ocupava apenas a parte norte de Marrocos atual.

### Séculos XVI–XIX
Em 1522, Fez foi abalada por um sismo que destruiu parte da cidade. Nos anos seguintes, numerosos edifícios foram reconstruídos, restaurados ou substituídos. Os Saadianos tomaram a cidade em 1554, que também era cobiçada pelos turcos otomanos, mas escolheram Marraquexe como sua capital. No fim do século XVII, no início da dinastia alauita, ainda atualmente no poder em Marrocos, Mulei Ismail instalou a capital do seu Império Xerifiano Mequinez. O mesmo monarca colocou uma parte da tribo Guich dos udaias, que o tinham ajudado a subir ao poder, como guarnição em Fez. Depois da sua morte em 1727, os udaias revoltaram-se, mas só seriam expulsos de Fez em 1833, pelo sultão Abderramão ibne Hixeme. O sucessor de Mulei Ismail, Mulei Abedalá, usou Fez como local de residência permanente e mandou renovar e construir mesquitas, madraças, pontes e ruas, nomeadamente as ruas de Fez Jedid que desde então são pavimentadas.
No século XIX, as antigas duas partes da cidade são unidas. Fez voltou a ser a capital de Marrocos até ao início do protetorado francês, em 1912, cuja capital foi instalada em Rabat.

### Século XX — Protetorado Francês e independência
O tratado franco-marroquino que instaurou o Protetorado Francês em Marrocos foi assinado em Fez em 30 de março de 1912. Menos de três semanas após a proclamação oficial do protetorado estalaram motins antifranceses na cidade. As autoridades coloniais transferiram então a capital para Rabat, mas Fez continuou a ser um centro cultural, político e económico de grande importância. Muitas iniciativas nacionalistas e anticolonialistas tiveram origem em Fez, o que fez da cidade um dos berços do movimento nacionalista marroquino, nomeadamente do Partido Istiqlal ("partido da independência"). Em 1944, o Manifesto para a Independência foi redigido numa casa da velha almedina, situada no que é atualmente a Praça de l'Istiqlal. A cidade conheceu, contudo, problemas sociais crescentes depois da independência em 1956 e teve que fazer face à explosão do êxodo rural. Os motins de 1990 foram o ponto culminante dessa deterioração das condições de vida na cidade.[carece de fontes?]
Sob a direção de Lyautey, durante o período colonial foi criada uma nova urbanização na área de Dar Debibagh, a sul de Fez Jedid, seguindo os planos do arquiteto Henri Prost. Inicialmente, a chamada "Cidade Nova" foi o bairro residencial dos europeus, mas continuou a desenvolver-se, tornando-se uma cidade árabe moderna, com novos quarteirões com vivendas, onde também se instalaram organismos governamentais, instituições e empresas de serviços.
Uma das consequências da mudança da capital para o litoral atlântico foi a partida de uma grande parte da população nativa de Fez para Casablanca, Rebate e, em menor escala, para Tânger. Este fluxo de emigração inclui desde simples artesãos a empresários e letrados, que abandonaram a cidade que tinha perdido o seu estatuto privilegiado.[carece de fontes?]

## Geografia
Fez situa-se na região do Saïs, a extensa planície elevada entre as cordilheiras do Rife, situada a norte, e o Médio Atlas, situado a sul. A cidade tem pouco mais de um milhão de habitantes e o centro urbano tem 2,7 km² onde não circulam automóveis.[carece de fontes?] A cidade tem três partes:
- Fès Albali (Fez-a-Velha) — é o bairro mais antigo, edificado pelos Idríssidas no fim do século VIII;
- Fès Aljadide (Fez-a-Nova) — edificada no século XIII pelos Merínidas, é uma cidade administrativa e real, onde o rei marroquino gosta de ir para assinalar a solenidade de certos eventos ou a importância de certas decisões;
- Fès ville nouvelle (Dar Dbibegh ou "Fez cidade nova") — foi edificada pelos franceses no tempo do protetorado; é a parte mais moderna.

Fès el-Bali e Fès el-Jedid formam a chamada almedina de Fez, um sítio incluído na lista do Património Mundial pela UNESCO desde 1981. No seu conjunto tem cerca de 156 000 habitantes.[carece de fontes?]

### Clima
O clima de Fez é do tipo mediterrânico, mas com traços de continentalidade e com influências atlânticas (o oceano Atlântico fica 160 km a oeste em linha reta). A proximidade das montanhas do Rife e do Médio Atlas também influencia o clima da cidade, que é semelhante ao das cidades do sul de Espanha, sobretudo ao de Córdova.
O inverno é geralmente ameno e húmido. Em janeiro, as temperaturas mínimas médias aproximam-se dos 4°C, enquanto as máximas pouco passam dos 14 °C. Não obstante, a formação de gelo não é um fenómeno raro, podendo as temperaturas descer abaixo de 0 °C, principalmente em dezembro, janeiro e fevereiro. O inverno de 2004-2005 foi excecionalmente frio, tendo a temperatura baixado abaixo dos -3/-4 °C várias vezes. O recorde absoluto de temperatura mínima foi registado nesse inverno, com -8 °C às 10 horas de 28 de janeiro.
Quando as massas de ar frio e húmido proveniente do noroeste entram em Marrocos provocam uma descida apreciável da temperatura — durante 2, 4, por vezes 6 dias, a temperatura não ultrapassa os 9 ou 10 °C, há ventos fortes e chuvas abundantes. Essas precipitações caem sob a forma de neve acima dos mil metros. O frio invernal, nomeadamente quando a temperatura na cidade é negativa, o que não é muito raro, faz com que o maciço do Kandar, situado 40 km a sul de Fez e parte do Médio Atlas, se cubra de um espesso manto de neve. Diz-se que neva em Fez de 10 em 10 anos, embora só na década de 2000 tal tenha acontecido três vezes: em 2005, 2006 e 2007, sempre no fim de janeiro. A precipitação anual oscila geralmente entre 500 e 600 mm.
A primavera é agradável, com alguns episódios de frio e chuva, sobretudo em março. No entanto, por exemplo em Ifrane, situada 60 km a sul, a 1700 metros de altitude, ainda neva frequentemente na primavera. Em maio o clima muda quase bruscamente, com a temperatura a atingir frequentemente os 30-32 °C, embora muitas vezes ocorram trovoadas que trazem consigo frio. As trovoadas são raras em junho, quando começa um período extremamente seco que vai até setembro, sendo usual não chover durante quatro meses. A média das temperaturas máximas em julho e agosto é próxima dos 36 °C, descendo para 31 °C em setembro, quando as mínimas são próximas dos 16 °C.
Novembro é o mês mais chuvoso do ano e é quando começa a nevar no Médio Atlas, nas altitudes superiores a 1200 metros; acima dos 2000 metros as primeiras neves ocorrem ainda em outubro.
| Dados climatológicos para Fez | Dados climatológicos para Fez | Dados climatológicos para Fez | Dados climatológicos para Fez | Dados climatológicos para Fez | Dados climatológicos para Fez | Dados climatológicos para Fez | Dados climatológicos para Fez | Dados climatológicos para Fez | Dados climatológicos para Fez | Dados climatológicos para Fez | Dados climatológicos para Fez | Dados climatológicos para Fez | Dados climatológicos para Fez |
| Mês                           | Jan                           | Fev                           | Mar                           | Abr                           | Mai                           | Jun                           | Jul                           | Ago                           | Set                           | Out                           | Nov                           | Dez                           | Ano                           |
| ----------------------------- | ----------------------------- | ----------------------------- | ----------------------------- | ----------------------------- | ----------------------------- | ----------------------------- | ----------------------------- | ----------------------------- | ----------------------------- | ----------------------------- | ----------------------------- | ----------------------------- | ----------------------------- |
| Temperatura máxima média (°C) | 16                            | 17                            | 20                            | 21                            | 25                            | 31                            | 35                            | 34                            | 30                            | 25                            | 20                            | 17                            | 24,1                          |
| Temperatura média (°C)        | 9                             | 10                            | 13                            | 14                            | 18                            | 22                            | 26                            | 26                            | 23                            | 18                            | 13                            | 10                            | 16                            |
| Temperatura mínima média (°C) | 3                             | 4                             | 7                             | 8                             | 11                            | 14                            | 18                            | 18                            | 15                            | 12                            | 8                             | 5                             | 11,6                          |
| Precipitação (mm)             | 36,5                          | 40,2                          | 49,8                          | 55,9                          | 32,2                          | 9,5                           | 1                             | 15,7                          | 18,5                          | 51,7                          | 66,1                          | 70,2                          | 447,3                         |
| Fonte:                        |                               |                               |                               |                               |                               |                               |                               |                               |                               |                               |                               |                               |                               |

## Educação e cultura
Fez tem sido desde sempre considerada a capital cultural e espiritual do reino de Marrocos. Durante muitos séculos, Fez abrigou a Universidade al Quaraouiyine, uma das duas únicas universidades do Magrebe, sendo a outra a Universidade Zeitouna, em Tunes. A Universidade al Quaraouiyine é conhecida não só pela sua antiguidade mas também pela sua vasta biblioteca. Fez é um destino cultural por excelência. No passado havia estudantes que vinham de longe para fazer os seus estudos de teologia nas madraças e na universidade. Eram agrupados numa espécie de internatos perto ou dentro das próprias madraças e recebiam uma bolsa simbólica. Atualmente, há outra instituição de ensino superior além da Universidade al Quaraouiyine: a Universidade Sidi Mohamed Ben Abdellah, que tem mais de 60 000 estudantes.
Uma das instituições culturais mais importantes da cidade é a Casa da Cultura Agdal, situada no centro, que dispõe de uma sala de teatro e concertos,  salas de exposições e uma biblioteca. A Galeria Mohamed Kacimi, fundada pelo Estado, é gerida pelo município e organiza exposições de arte contemporânea.

## Economia
O principal setor económico da cidade é o turismo, que contribui significativamente para sustentar o célebre artesanato local, muito rico e cujas tradições são ciosamente preservadas de pai para filhos desde há muitas gerações. A localização na planície fértil do Saïs contribui para tornar Fez um centro importante de indústria agroalimentar.

### Turismo
Nas últimas décadas o turismo teve um grande desenvolvimento. A cidade oferece diversas manifestações culturais, com destaque para o Festival de Fez de Músicas Sagradas do Mundo, realizado todos os anos em junho. Vivem em Fez muitos estrangeiros, e alguns deles são donos de alojamentos turísticos.
A velha almedina é rica em património, com as suas muralhas, os seus castelos, mesquitas, ruas estreitas, tortuosas e com mil odores, e socos (mercados árabes) únicos em todo o mundo. O visitante tanto pode perder-se no labirinto medieval do interior da almedina como dar a volta à muralha que a rodeia, admirando as várias portas, como Bab el Guissa, a norte; Bab Ftouh, a oriente, em direção a Taza e às termas de Sidi Harazem; Bab Jdid, a porta mais próximas dos socos; Bab Boujloud, virada para ocidente, etc. Cada uma das portas tem a sua característica própria. Uma dessas portas, a Bab Es-Seba está ligada a um evento trágico da história de Portugal — foi ali que o cadáver do Infante Santo esteve pendurado pelos pés durante vários dias em 1443. A Bab Boujloud tem o mesmo nome da mesquita vizinha; dela partem duas das principais ruas da almedina: a Talaa Lekbira, onde se situa a Madraça Bu Inania e os seus relógios supensos; e a Talaa Sghira, com os seus alfarrabistas. Essas duas ruas conduzem aos socos de al Attarine (Souk Attarine), onde se vendem especiarias e hena, ao quarteirão de Mulei Idris II, onde se situa o mausoléu do co-fundador da cidade, o segundo rei da dinastia idríssida, de descendentes diretos de Maomé, e também às emblemáticas tanarias de Guernize e as mais distantes de Blida (ou Chowara).
A mesquita al Quaraouiyine é gémea da Grande Mesquita de Cairuão. Essa grande mesquita, a par da tunisina, uma das mais importantes do Norte de África, situa-se no centro dos socos (quarteirões comerciais) da antiga almedina e todas as ruas que partem das portas da cidade mencionadas conduzem a ela. Há várias madraças (escolas corânicas) abertas ao público, nomeadamente a Attarine, a Bu Inania e Seffarine.
A Praça Chemaïne é conhecida pelo comércio de tâmaras e de nozes, e também pelo artesanato, nomeadamente os cintos com um fio dourado dito da Sicília e outros artefatos usados pelas casadas. Paralelamente a esta praça, encontra-se a Praça Seffarine, conhecida pelas oficinas de pratos de cobre, latão e bronze finamente trabalhados à mão. Nessa mesma praça encontra-se a grande prestigiada biblioteca al Quaraouiyine.

## Monumentos
A almedina de Fez Albali tem 18 bairros, a maior parte deles conhecidos desde a época dos Merínidas. Ali se situam pelo menos 30 mesquitas, das quais se destacam a Quaraouiyine, anexa à antiga universidade, a dos Andalusinos, e a El Ouad.
Madraças
| - Madraça Bu Inania - Attarine |  | - Madraça Es-Sahrij - Madraça Seffarine |  | - Madraça Misbahia - Madraça de Bab Guissa |

Mausoléus
| - Mausoléu de Mulei Idris II |  | - Mausoléu de Sidi Boughaleb |  | - Mausoléu de Sidi Ahmed Tijani |

Museus
| - Palácio do Dar Bata - Museu Nejjarine das Artes e Ofícios em Madeira - Museu das Armas, no Borj Nord |  | - Museu da música árabe-andaluza, no Palácio Dar Adiyel - Palácio Dar Belghazi |

Funduques
Segundo as estatísticas da Agência para o desenvolvimento e habilitação da almedina de Fez (ADER), na cidade há 115 funduques (estalagens tradicionais, a versão magrebina e andalusina dos caravançarais), 16 deles em bom estado, 71 deteriorados, 15 em risco e 13 em ruínas. Entre eles podem destacar-se os seguintes: dos peleiros, dos tetuaneses, de Nejjarine, Bouselhame, de Lebbada e de Lihoudi.
Fortalezas
| - Borj Nord - Borj Sud |  | - Borj Touil - Borj Sidi Bounafaa |  | - Borj Cheikh Ahmed |

Portas da cidade
| - Bab Boujeloud - Bab el Khokha - Bab Chorfa - Bab Mahrouk - Bab Dkaken - Bab Cherarda - Bab Sagma - Bab Sbaa - Bab Makina |  | - Bab Boujat - Bab Chems - Bab Semmarine - Bab Lamer - Bab Magana - Bab El Mellah - Bab Dar El Makhzen - Bab Riafa - Bab Ain zliten |  | - Bab Rmila - Bab Rcif - Bab Jdid - Bab Ftouh - Bab Guissa - Bab Lahdid - Bab Sidi Boujida - Bab Ifriquia |

Casbás
| - Dar Dbibagh - Kasbah Cherarda |  | - Kasbah Nouar - Kasbah Chems |  | - Kasbah Tamdart |

Palácios
| - Dar el-Makhzen (do rei) - Dar Anebar - Dar Mokri |  | - Dar Bba Mhamed Chergui - Dar Glaoui - Dar Batha |  | - Dar Tazi - Palácio Jamai |

Fontes
| - Fonte Nejjarine |  | - Fonte Bab Guissa |

## Cidades gémeas
Fez tem acordos de geminação ou cooperação com as seguintes cidades:
 Florença (Itália), desde 1963
 Cairuão (Tunísia), desde 1965
 São Luís (Senegal), desde 1979
 Jerusalém (Israel), desde 1982
 Coimbra (Portugal), desde 1988
 Laore (Paquistão), desde 1988
 Tremecém (Argélia), desde 1989
 Córdova (Espanha), desde 1990
 Chingueti (Mauritânia), desde 1990
 Cartagena das Índias (Colômbia), desde 1993
 Esmirna (Turquia), desde 1995
 Jamena (Mali), desde 1997
 Suwon (Coreia do Sul), desde 2003
 Montpellier (França), desde 2003
 Cracóvia (Polónia), desde 2004
 Estrasburgo (França), desde 2004
 Bobo Diulasso (Burquina Faso), desde 2005
 Saint-Étienne (França), desde 2006
 Mequinez (Marrocos), desde 2006